# NE2000
NE2000是一個由Novell公司所創立並且高度成功的ISA網路卡的標準。

## 歷史
1980年代，Novelle公司企圖提振他的網路伺服器的生意，自他的軟體NetWare以至於網路硬體雨露均霑。
因此他提出了NE2000作為網路卡的標準以使得業界可以大量製造網路卡提升網路的普及性。在此之前，網路界的領導廠商--IBM與3Com對於網路卡都收取相當高的費用。
在原始的設計中，NE1000 (8-bit ISA) 與 NE2000 (16-bit ISA)被使用於乙太網路中，NE1000T與NE2000T則增加了對於10Base-T的支持。"NE"表示"Novell Ethernet"。